# 위림초등학교
위림초등학교는 대한민국 경상남도 함양군에 있는 공립 초등학교이다.

## 학교 연혁
- 1947년 4월 16일: 위림공립국민학교 개교

## 참고 자료
- 위림초등학교 - 한국교육학술정보원 학교알리미